# François Goeske

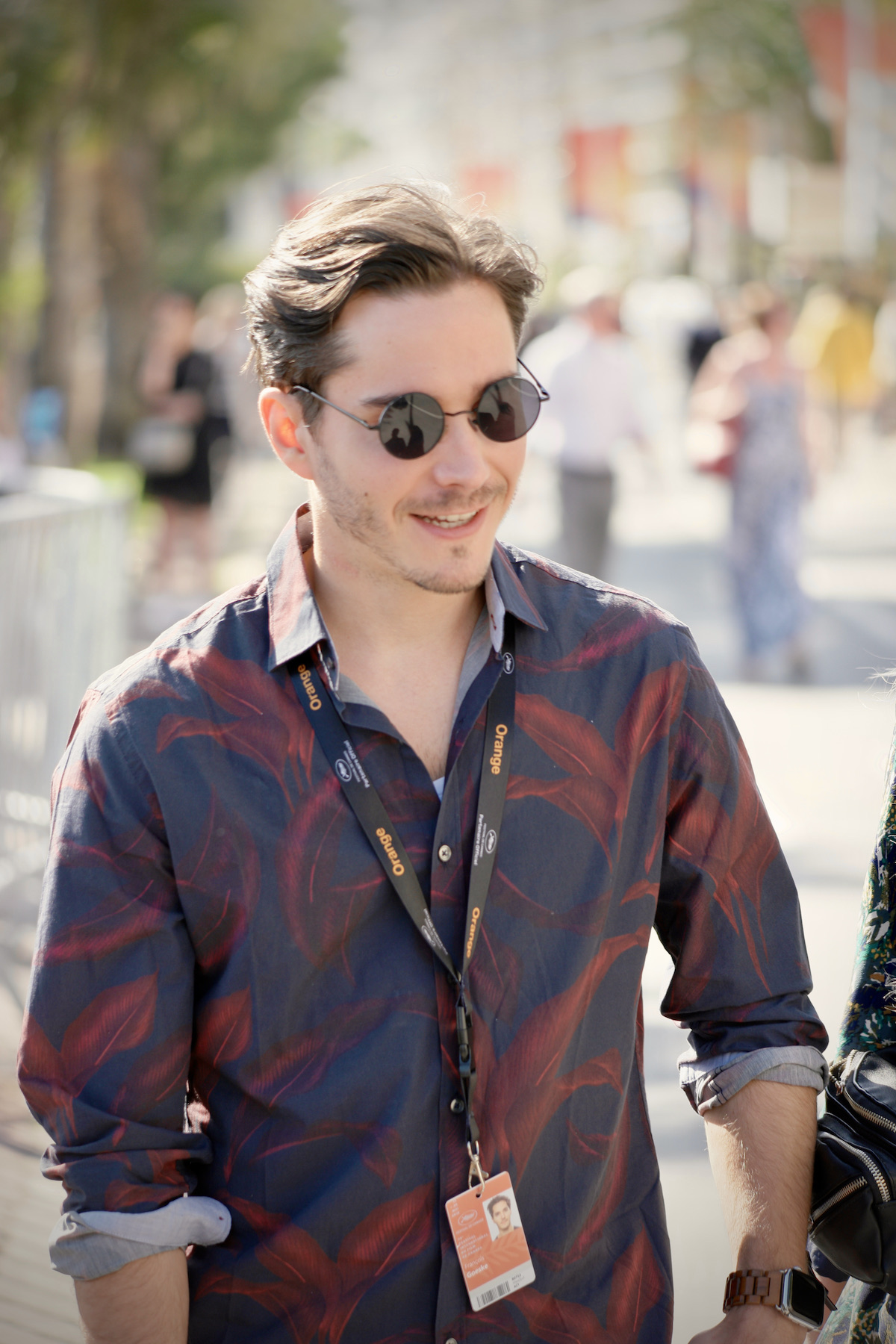
François Goeske auf dem Internationalen Filmfestival in Cannes, 2019

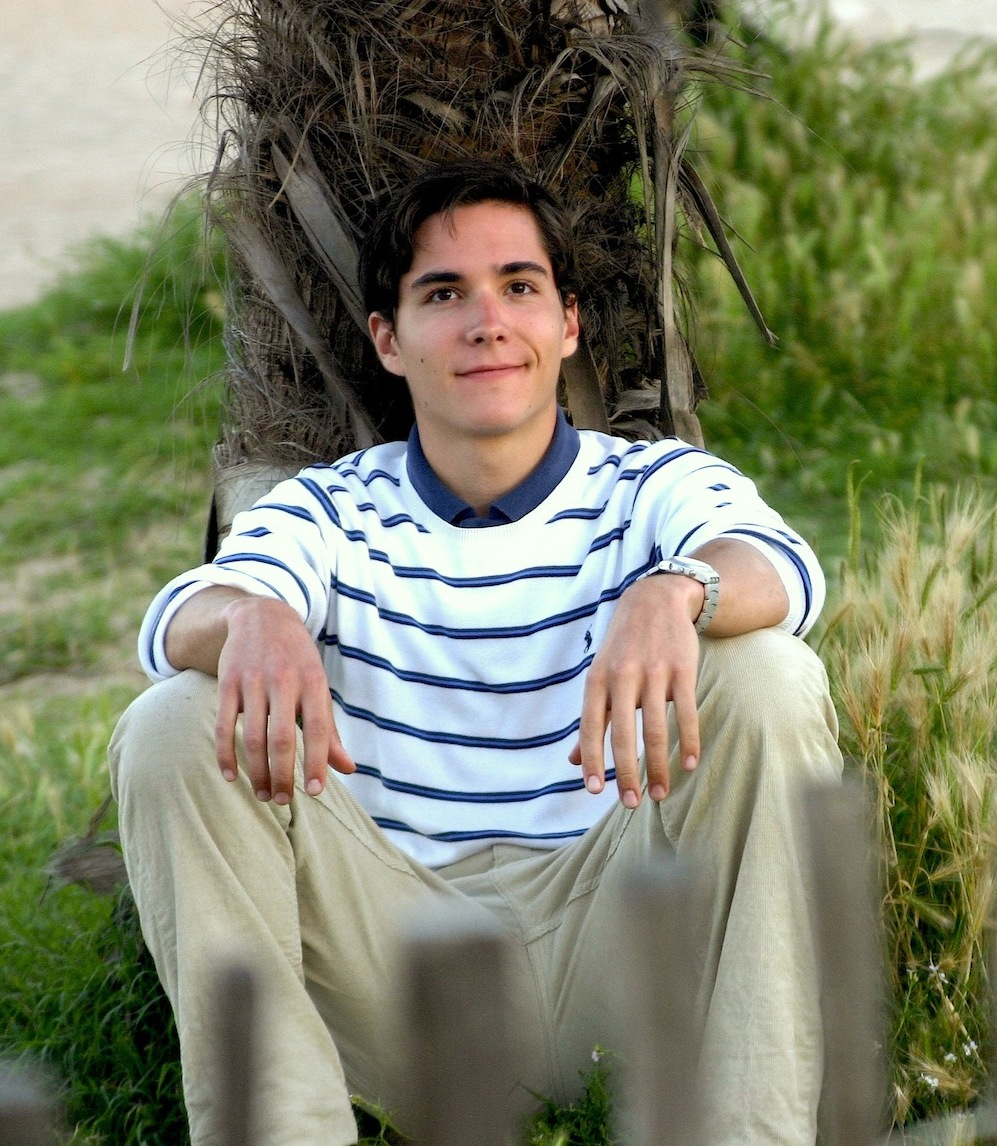
François Goeske in Cannes, 2009

François Goeske, eigentlich François Manfred André Göske, (* 18. März 1989 in Saint-Doulchard, Département Cher, Frankreich) ist ein deutsch-französischer Filmschauspieler und Synchronsprecher aus München.

## Nachname
Die eigentliche Schreibweise des Nachnamens ist Göske. Da Goeske zunehmend in internationalen Produktionen arbeitete, hat sich seine Agentur 2006 entschieden, die offizielle Schreibweise auf Goeske zu ändern. Im Netz und in Pressemeldungen tauchen beide Schreibweisen auf.

## Leben
In der Kindheit förderten Goeskes Eltern sein musikalisches Talent. Daneben entdeckte er ein Interesse fürs Theaterspielen. Mit neun Jahren wurde er in den Kinderchor der Bayerischen Staatsoper in München aufgenommen. Er war dort u. a. als Solist in La Bohème und Pique Dame auf der Bühne zu sehen. Als Hauptdarsteller trat Goeske in Uli Brées Musical Teddy – ein musikalischer Traum auf.
Mit der Figur des „Kreuzkamm Junior“ in Das fliegende Klassenzimmer übernahm er 2003 seine erste Rolle in einem Kinofilm. Kurz darauf lieh er in der deutschen Fassung von Disneys Das Dschungelbuch 2 Mogli seine Gesangsstimme. Neben weiteren Synchronisationen war Goeske in einigen Fernsehproduktionen zu sehen. 2004 begannen die aufwendigen Dreharbeiten zu Bergkristall unter der Regie von Joseph Vilsmaier, der im Winter 2004/2005 mit Erfolg im Kino lief. Goeske spielte darin die Hauptrolle des Konrad. Für seine Leistung erhielt er 2005 im Rahmen des Münchner Filmfestes den Kinder-Medien-Preis „Der weiße Elefant“ und eine Nominierung für den Internationalen Undine Award (u. a. mit Alexandra Maria Lara, Tom Schilling, Mavie Hörbiger, Kostja Ullmann, Robert Stadlober).
Im Sommer 2005 spielte Goeske die Hauptrolle im deutsch-französischen Kinofilm Französisch für Anfänger (u. a. mit Christian Tramitz), der 2006 im Verleih der Constantin Film mit mehr als 250.000 Besuchern den Sprung in die Top 25 der deutschen Kinoproduktionen schaffte. Für diesen Film wurde Goeske im Herbst 2006 erneut für den Internationalen Undine Award nominiert.
2007 mimte Goeske den Jim Hawkins in der aufwendigen Neuverfilmung des Abenteuerklassikers Die Schatzinsel, an seiner Seite spielten u. a. Tobias Moretti und Jürgen Vogel. Gleich im Anschluss drehte er mit Franka Potente ein Remake des Antikriegsdramas Die Brücke. Beides hochbudgetierte Fernsehproduktionen.
Im Sommer 2008 wurde Goeske als Hauptdarsteller für die Verfilmung Summertime Blues des gleichnamigen englischen Jugendromans (von Julia Clarke) verpflichtet, die 2009 ins Kino kam.
Im Herbst 2008 erhielt er zum dritten Mal eine Nominierung für den Internationalen Undine Award, diesmal für seine Leistung in Die Schatzinsel.
2010 spielte Goeske an der Seite von Liv Lisa Fries in dem aufwühlenden Jugenddrama Sie hat es verdient von Autor und Regisseur Thomas Stiller. Für seine Darstellung wurde er 2012 mit dem Young And Wild Award als „Bester Schauspieler“ ausgezeichnet.
2011 übernahm er die Hauptrolle im 3D-Mystery-Thriller Lost Place (Regie: Thorsten Klein), der 2013 in Deutschland, Österreich und Russland im Kino lief. In der Romanverfilmung Besser als Nix ist er ebenfalls als Protagonist zu sehen.
Im Sommer 2014 war Goeske zum ersten Mal in einer Haupt-Doppelrolle zu sehen: Im Musikvideo zum Nummer-eins-Hit Traum von Cro spielt er zwei Kandidaten an der Seite von Showmaster Frank Elstner, die in einem Date-Duell um ein Mädchen, Agnes Lindström Bolmgren kämpfen. Das Video feierte am 5. Juni 2014 um 13:30 Uhr auf VIVA und MTV Premiere und wurde anschließend bis 15:40 Uhr wiederholt.
Von 2015 bis 2017 spielte Goeske die Titelrolle in der erfolgreichen ARD-Jugend-Mysteryserie Armans Geheimnis.
2018/2019 war Goeske in der MDR-Sputnik-Webserie Findher als Protagonist Tim zu sehen, der versucht, mit Hilfe einer Dating-App die Trennung von seiner Freundin zu verarbeiten. In 26 Folgen trifft er dabei auf die unterschiedlichsten Frauen und lernt am Ende, sich selbst neu zu finden.
Von 2020 bis 2022 gehörte Goeske zum Hauptcast der ZDF-Krimiserie Blutige Anfänger.
Goeske ist seit 2011 Mitglied der Deutschen Filmakademie.

## Filmografie (Auswahl)
Kino
- 2001: Der kleine Mann
- 2002: Bibi Blocksberg
- 2003: Das fliegende Klassenzimmer
- 2004: Bergkristall
- 2006: Französisch für Anfänger (Échange)
- 2009: Summertime Blues
- 2011: Pinocchio’s No Strings Attached (Branded Short)
- 2013: Lost Place
- 2014: Besser als Nix
- 2017: Dieter Not Unhappy
- 2019: Le corps sauvage

Fernsehen
- 2006: Ladyland
- 2007: Tarragona – Ein Paradies in Flammen
- 2007: Die Schatzinsel
- 2008: Die Brücke
- 2008: Tatort: Häschen in der Grube
- 2009: Faktor 8 – Der Tag ist gekommen
- 2009: Dornröschen
- 2010: Kommissarin Lucas – Aus der Bahn
- 2011: Sie hat es verdient
- 2011: SOKO Köln (Episode: Playback)
- 2011: SOKO Stuttgart (Episode: Club der Hexen)
- 2012: Ein starkes Team: Die Gottesanbeterin
- 2012: Schlaflos in Schwabing
- 2013: SOKO 5113 (Episode: Die Insel)
- 2013: Heiter bis tödlich: Akte Ex (Episode: Waschen-Schleudern-Morden)
- 2014: Heldt (Episode: Clowns)
- 2014: Letzte Spur Berlin (Episode: Kokon)
- 2014: Heiter bis tödlich: Hauptstadtrevier (Episode: Bretter, die die Welt bedeuten)
- 2015–2017: Armans Geheimnis
- 2015: Tatort: Erkläre Chimäre
- 2015: Platonow
- 2016: Gottlos – Warum Menschen töten (Krimiserie; Episode Die Auslöschung)
- 2016/2017: Crossing the Rubicon: The Journey (TV-Miniserie)
- 2017: SOKO Stuttgart (Episode: Spielfeld des Todes)
- 2017: SOKO Leipzig (Episode: Der letzte Fall)
- 2018/2019: Findher (Online-Fernsehserie für MDR Sputnik)
- 2019: Der Bozen-Krimi (Episode: Leichte Beute)
- 2019: Beck is back!
- 2019: Professor T. (Episode: Hikikomori)
- 2019: Das Traumschiff (Episode: Sambia)
- 2019: Die Diplomatin (Episode: Böses Spiel)
- 2019: Der Alte (Episode: Knock-out)
- 2019: Morden im Norden (Episode: Die verlorene Tochter)
- 2019: In aller Freundschaft (Episoden: Gnadenlos und Ein neuer Arm für Max)
- 2019: Watzmann ermittelt (Episode: Der Fischer vom Königssee)
- 2020–2022, 2024: Blutige Anfänger
- 2020: Eine harte Tour
- 2020: Der Bozen-Krimi (Episoden: Blutrache und Zündstoff)
- 2022: Der Bergdoktor (Episode: Extreme)
- 2023: Gute Zeiten, schlechte Zeiten (Paris Special)
- 2024: SOKO Stuttgart (Episode: Aufgetischt)
- 2024: Die Rosenheim-Cops (Episode: Der Chorschatten)
- 2024: Die Bergretter (Episode: Letzte Worte)
- 2025: Bettys Diagnose (Episode: Es ist kompliziert)

Synchronisation
- 2003: Haley Joel Osment in Das Dschungelbuch 2 als Mogli (Gesang)
- 2004: Mona Marshall in Kids' Ten Commandments als Ephraim
- 2006: Vojtěch Kotek in Der letzte Zug als Izzy
- 2006: Rafi Gavron in Breaking and Entering – Einbruch & Diebstahl als Miro
- 2007: Willi Gerk in Die Gustloff als Kalli Simoneit
- 2018: Esteban Velásquez in Soy Luna als Michel
- 2019: Kanata Hongou in Last Hero Inuyashiki als Naoyuki Andō
- seit 2020: Samuel Arnold in Emily in Paris als Julien
- 2020: Taku Yashiro in Domestic Girlfriend als Natsuo Fujii
- seit 2020: Benjamin Flores Jr. in Jurassic World: Neue Abenteuer als Brandon Bowman
- 2021–2023: Vebjørn Enger in Ragnarök als Jens
- 2021: Shouya Chiba in Horimiya als Makio Tanihara
- 2022: Lucas Bravo in Mrs. Harris und ein Kleid von Dior als André Fauvel
- 2022: Calam Lynch in Der Herr der Ringe: Die Ringe der Macht als Camnir
- 2023: Trevor Van Uden in Beautiful Disaster als Thomas Maddox
- 2023: Zach Zagoria in Zoey 102 als Jordan B
- 2024: Trevor Van Uden in Beautiful Wedding als Thomas Maddox
- 2024: Chris Petrovski in Chief of Station als Nick Malloy
- 2024: Nahuel Monasterio in Senna als Quinque Mansilla
- 2024: Daniel Adeosun in September 5 als Gary Slaughter
- 2025: Chai Hansen in Apple Cider Vinegar als Arlo
- 2025: Ivan du Pontavice in Étoile als Gabin

Theater/Musical
- 2002: Teddy – ein musikalischer Traum (Musical)
- 2012/2013: Burn Baby Burn (auf Französisch)
- 2016/2017: Herbstgold

Musikvideo
- 2014: Cro – Traum

## Auszeichnungen
Internationaler Undine Award
- 2005 – Nominierung als „Bester jugendlicher Hauptdarsteller in einem Kinofilm“ in Bergkristall
- 2006 – Nominierung als „Bester jugendlicher Komödiant“ in Französisch für Anfänger
- 2008 – Nominierung als „Bester jugendlicher Hauptdarsteller in einem Fernsehfilm“ in Die Schatzinsel

Kinder-Medien-Preis „Der weiße Elefant“ (Filmfest München)
- 2005 – Darsteller-Sonderpreis für  Bergkristall

Wild And Young Awards
- 2012 – Auszeichnung in der Kategorie „Bester Schauspieler“ für Sie hat es verdient[2][3][4]

Jupiter Award
- 2015 – Nominierung in der Kategorie „Bester Darsteller national“ für Besser als Nix[8]

Garden State Film Festival
- 2024 – Preis in der Kategorie „Bestes Ensemble in einem Kurzfilm“ für Karma is a Hitch[9]